# Juan Roca
Juan Roca Brunet (L'Avana, 27 ottobre 1950 – L'Avana, 9 luglio 2022) è stato un cestista cubano.

## Carriera
Con Cuba ha disputato due edizioni dei Giochi olimpici (Monaco 1972, Montréal 1976) e i Campionati mondiali del 1974.